# La tradición oculta del alma
La tradición oculta del alma (en inglés A Complete Guide to the Soul) es un ensayo de 2010 del escritor inglés Patrick Harpur.

## Sinopsis
Si El fuego secreto de los filósofos es una guía completa de la Imaginación, entendida como potencia esencial del psiquismo y fuente de conocimiento interior, La tradición oculta del alma es un libro iniciático que nos adentra en los meandros de un tema tan difícil como necesario: el alma.
Harpur hace un completo recorrido por la cultura occidental a través de la filosofía, la mitología, la alquimia, la poesía, la psicología y la antropología, para mostrarnos los lugares secretos en los que nuestra tradición espiritual halló un sentido profundo a la vida, hoy totalmente olvidado.
La senda que nos abre su investigación contempla la realidad del alma desde una multiplicidad de perspectivas: el mito, el cuerpo, el Alma del Mundo, los dáimones, lo inconsciente, el espíritu, el ego, la muerte y el Otro Mundo.